# Kulbak czerwony
Kulbak czerwony, korwin czerwony (Sciaenops ocellatus) – gatunek morskiej ryby okoniokształtnej z rodziny kulbinowatych, jedyny przedstawiciel rodzaju Sciaenops Gill, 1863. Poławiana gospodarczo i w wędkarstwie.
Występowanie: zachodnia część Oceanu Atlantyckiego.

## Opis
Osiąga do 155 cm długości i 45 kg wagi.